# Akyttara akagera
Akyttara akagera is een spinnensoort in de taxonomische indeling van de mierenjagers (Zodariidae).
Het dier behoort tot het geslacht Akyttara. De wetenschappelijke naam van de soort werd voor het eerst geldig gepubliceerd in 1987 door Rudy Jocqué.